# Iris Morhammer
Iris Morhammer (Viena, 28 de abril de 1973) es una ex jugadora de balonmano austriaca que jugó como lateral derecha. Es miembro del Salón de la Fama de la EHF.

## Trayectoria
Morhammer fue miembro de la mejor selección austriaca de la historia que ganó la medalla de bronce en el Campeonato de Europa de 1996 y en el Campeonato del Mundo de 1999 . También participó en los Juegos Olímpicos de 1992 y 2000, logrando dos quintos puestos.
Fue internacional en 237 ocasiones y marcó 663 goles.

### Clubes
Empezó en el balonmano, como tantas otras jugadoras, por ir con sus amigas a los entrenamientos de las juveniles del Hypo Südstat de María Enzersdorf.
Miembro de aquel Hypo Niederösterreich incontestable, Morhammer celebró sus mayores éxitos a nivel de clubes: de 1992 a 1995 ganó cuatro Ligas de Campeones. En el año 1997 jugó en Noruega con el Berger (solo estuvo un año por que se rompió por segunda vez el ligamento de su rodilla) y, en el año 2000, abandonó el Hypo para embarcarse en el McDonald's Wr.Neustadt austriaco, dónde permaneció hasta su retirada oficiosa, en el año 2000 por su tercera rotura del ligamento, aquella vez de la otra rodilla (aunque se mantuvo en el listado de jugadoras hasta el 2002).
- –1997: Hypo Niederösterreich
- 1997–98: Berger
- 1998–00: McDonald's Wr Neustadt (oficialmente hasta el 2002

## Trofeos y galardones
- 4 x Liga de Campeones (1992, 1993, 1994, 1995)
- 8 x Liga Austriaca (1992, 1993, 1994, 1995, 1996, 1997, 1999, 2000)
- 8 x Copa Austriaca (1992, 1993, 1994, 1995, 1996, 1997, 1999, 2000)